# Elophila icciusalis
Elophila icciusalis là một loài bướm đêm trong họ Crambidae.